# NGC 4651

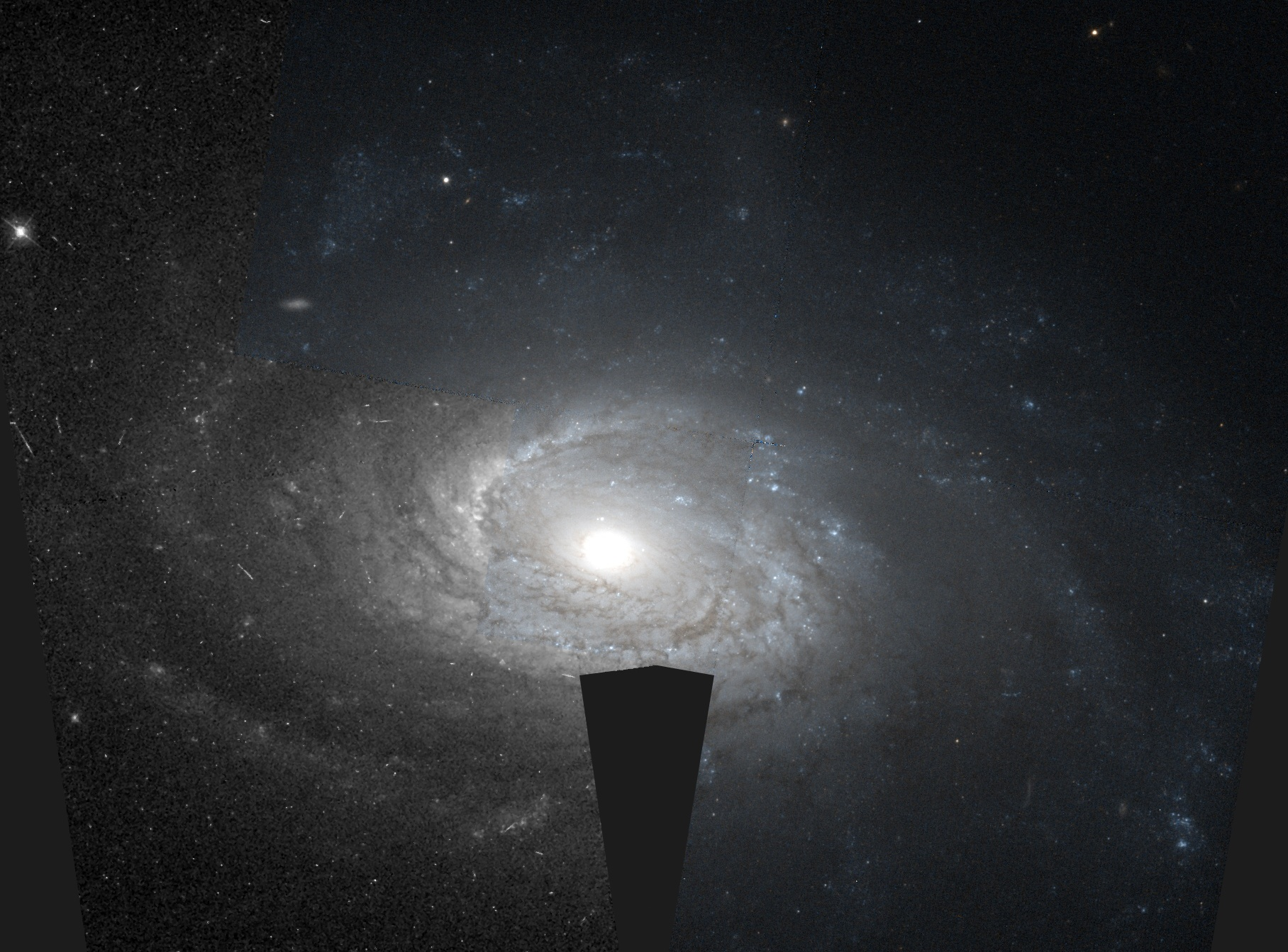
NGC 4651

NGC 4651 هي مجرة حلزونية تقع في كوكبة الهلبة ويمكن رؤيتها من تلسكوبات الهواة، تبعد مسافة تتراوح من 35 مليونسنة ضوئية إلى 72 مليون سنة ضوئية.

## الميزات
هذا العضو في مجموعة عنقود العذراء المجري، وتقع على مشارفها، تعرف باسم المجرة المظلة بسبب هيكل مظل يمتد من القرص إلى الشرق، وتكون من تيارات نجمية كونها مخلفات وهي مجرة أصغر بكثير تمزقها قوى المد والجزر وهو ما يفسر لماذا أدرجت في أطلس المجرات الغريبة هالتون آرب كما Arp 189 مع خيوط.
أجريت دراسات باستخدام مقراب راديوي وجود تشوهات والهيدروجين محايد على المناطق الخارجية وكتلة الغاز المرتبطة بمجرة قزم هي التي ولدت النجوم المذكورة.
خلافا لمعظم المجرات الحلزونية من مجموعة عنقود العذراء المجري، NGC 4651 غني بالهيدروجين المحايد، ويمتد أيضا إلى ما وراء القرص البصري، وتكون النجوم نموذجي لمجرة من نوعها.

## وصلات خارجية
- NGC 4651 على موقع ويكي سكاي: DSS2, SDSS, GALEX, IRAS, Hydrogen α, X-Ray, Astrophoto, Sky Map, Articles and images